# Thereus bourkei
Thereus bourkei är en fjärilsart som beskrevs av William James Kaye 1924. Thereus bourkei ingår i släktet Thereus och familjen juvelvingar. Inga underarter finns listade i Catalogue of Life.